# Suburgatory
Suburgatory è una serie televisiva statunitense in onda su ABC dal 2011 al 2014.
In Italia è trasmessa in prima visione assoluta dai canali pay di Mediaset Premium dal 21 maggio 2012, mentre in chiaro ha debuttato su La 5 e Italia 1.

## Trama
George Altman decide di trasferirsi dal centro di New York alla periferia, credendo di poter dare a sua figlia Tessa, di sedici anni, una vita migliore.

## Episodi
Il 9 maggio 2014, la serie è stata cancellata da ABC dopo tre stagioni.
| Stagione         | Episodi | Prima TV USA | Prima TV Italia |
| ---------------- | ------- | ------------ | --------------- |
| Prima stagione   | 22      | 2011-2012    | 2012            |
| Seconda stagione | 22      | 2012-2013    | 2013            |
| Terza stagione   | 13      | 2014         | 2014            |

## Personaggi e interpreti
- George Altman (stagioni 1-3), interpretato da Jeremy Sisto, doppiato da Andrea Lavagnino.
Quarantenne, divorziato e con una figlia, Tessa, con lei decide di trasferirsi a Chatwins dove trova un mondo completamente differente dalla grande mela, ma che piano piano apprezzerà. S'innamora di Dallas.
- Tessa Altman (stagioni 1-3), interpretata da Jane Levy, doppiata da Valentina Mari.
Femminista, sedicenne, a Chatwins diventa amica di Lisa, l'unica che non sia come le altre coetanee, ovvero ricca e viziata. Tessa non ha mai conosciuto la madre, ma ha un buon rapporto con il padre George.
- Dalia Royce (stagioni 1-3), interpretata da Carly Chaikin, doppiata da Alessia Amendola.
È la compagna di scuola di Tessa, è una ragazza viziata e materialista, ha la caratteristica di non far trasparire nessuna emozione, infatti è una persona fredda e di poche parole. Essendo la ragazza più popolare della scuola, guarda gli altri dall'alto in basso. Tessa non la sopporta.
- Lisa Marie Shay (stagioni 1-3), interpretata da Allie Grant, doppiata da Eva Padoan.
È la migliore amica di Tessa, i suoi genitori tendono a trascurarla dato che riversano tutte le loro attenzioni sul fratello maggiore, Ryan.
- Dallas Royce (stagioni 1-3), interpretata da Cheryl Hines, doppiata da Alessandra Korompay.
È la madre di Dalia, apparentemente sembra la tipica donna ricca e superficiale di Chatwins, ma in realtà è una persona gentile e di buon cuore. Tessa si affeziona molto a lei, vedendola come una sorta di figura materna. Lei e George finiranno per innamorarsi.
- Noah Werner (stagioni 1-2, ricorrente stagione 3), interpretato da Alan Tudyk, doppiato da Fabrizio Vidale.
È un amico del college di George, è sposato e ha due figli, è un dentista di professione. È il tipico uomo snob e superficiale.
- Mr. Wolfe (stagioni 1-2), interpretato da Rex Lee, doppiato da Gianluca Crisafi.
È il preside del liceo di Chatwins, è gay.
- Sheila Shay (ricorrente episodi 1-13, episodi 14-57), interpretata da Ana Gasteyer, doppiata da Paola Giannetti.
È la madre di Lisa e Rayn (anche se quest'ultimo è stato adottato), nonché vicina di casa di George e Tessa. Adora Ryan, che non fa altro che idolatrare, dato che lo considera il figlio perfetto. È praticamente impossibile mentirle, infatti riesce a captare ogni tipo di menzogna.
- Fred Shay (ricorrente stagione 1, stagioni 2-3), interpretato da Chris Parnell, doppiato da Mauro Gravina.
È il marito di Sheila, e padre di Lisa e Ryan. Insieme a Noah, è il più caro amico di George dopo che quest'ultimo si è trasferito a Chatwins.

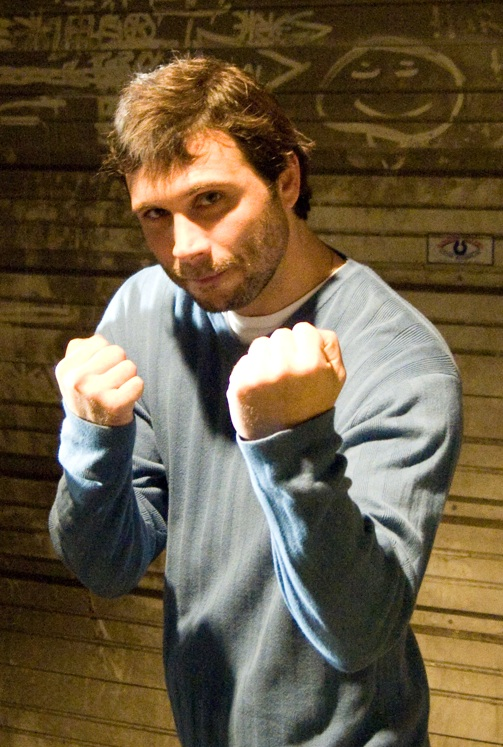
Jeremy Sisto interpreta George Altman
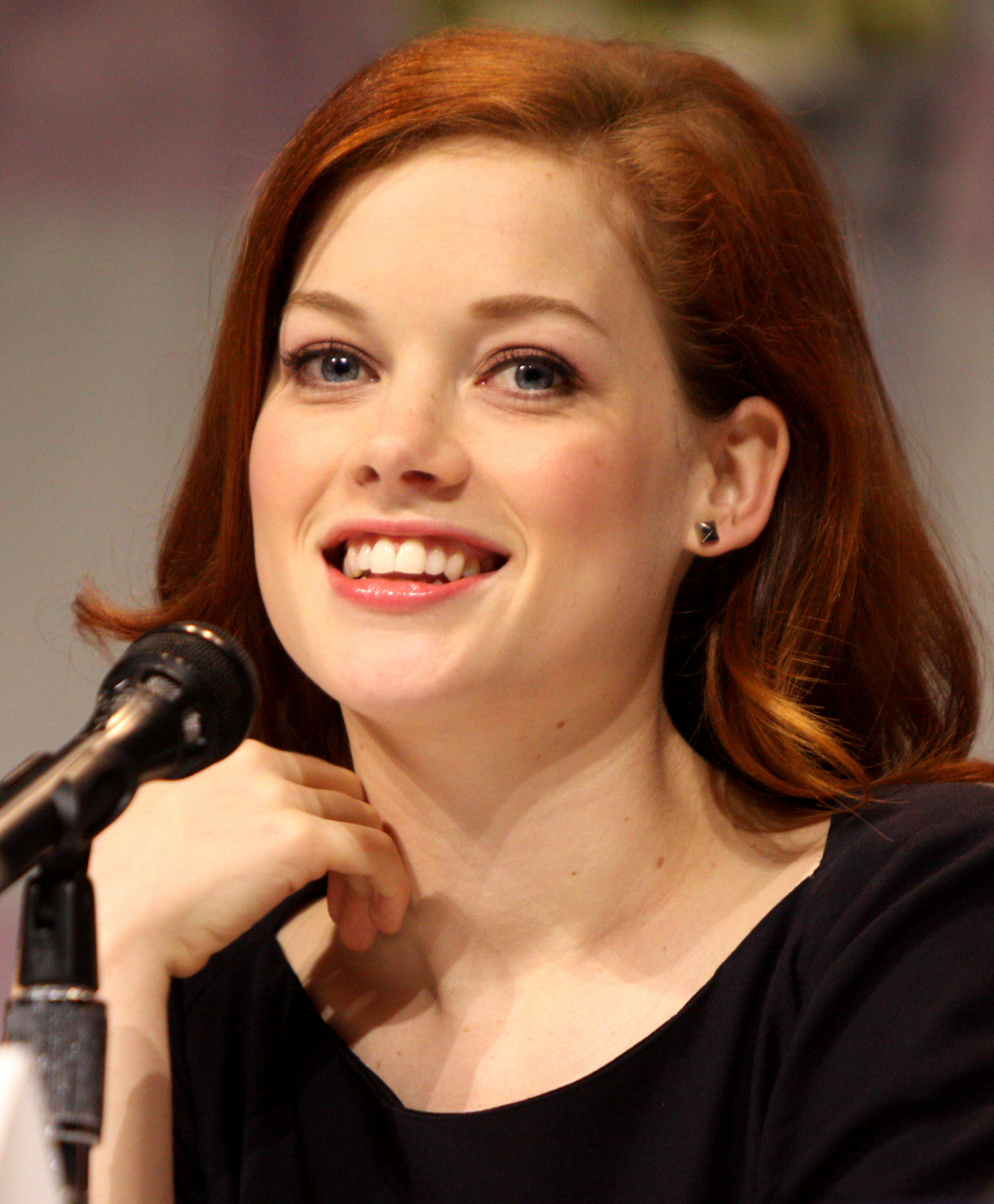
Jane Levy interpreta Tessa Altman
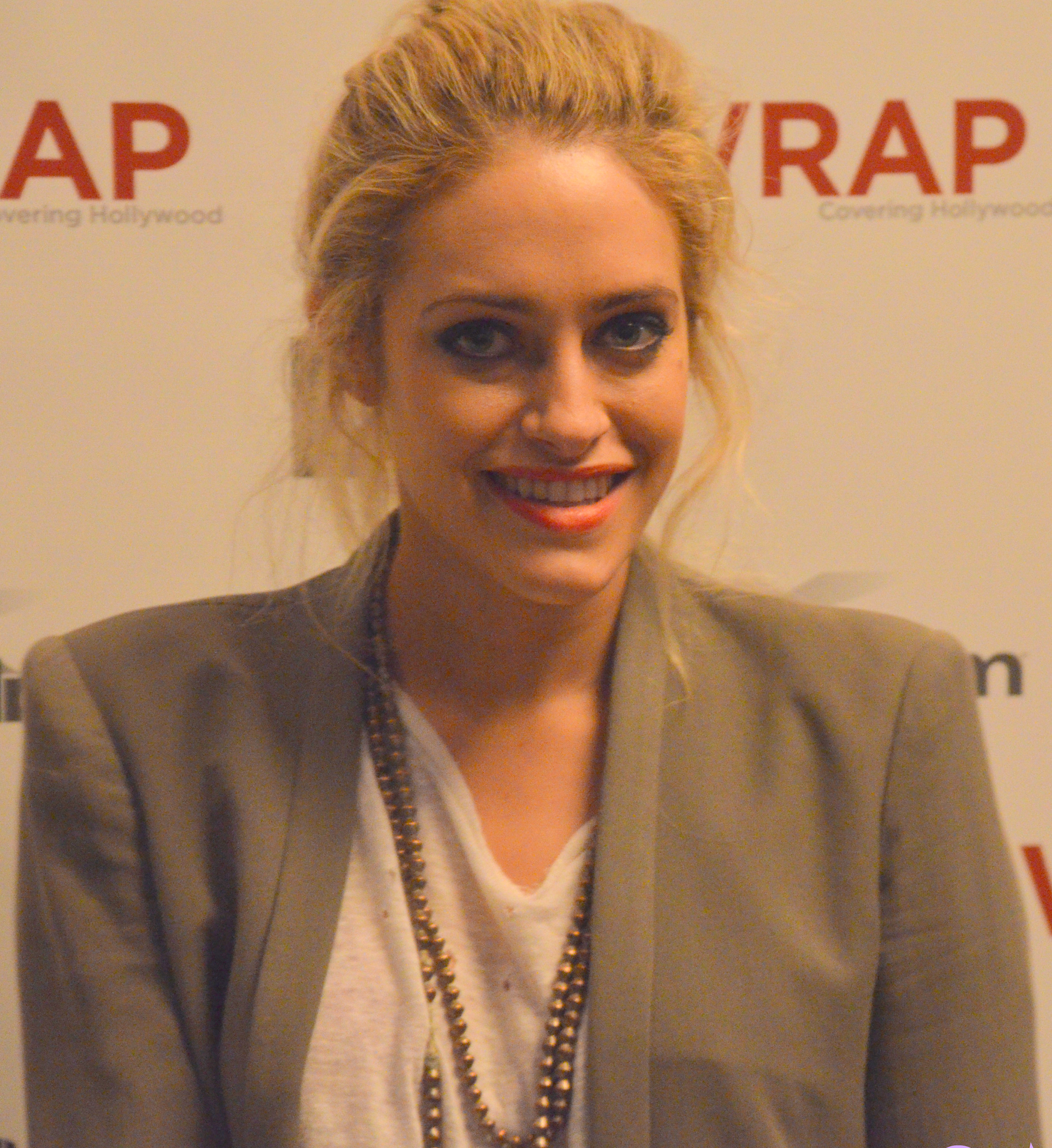
Carly Chaikin interpreta Dalia Royce
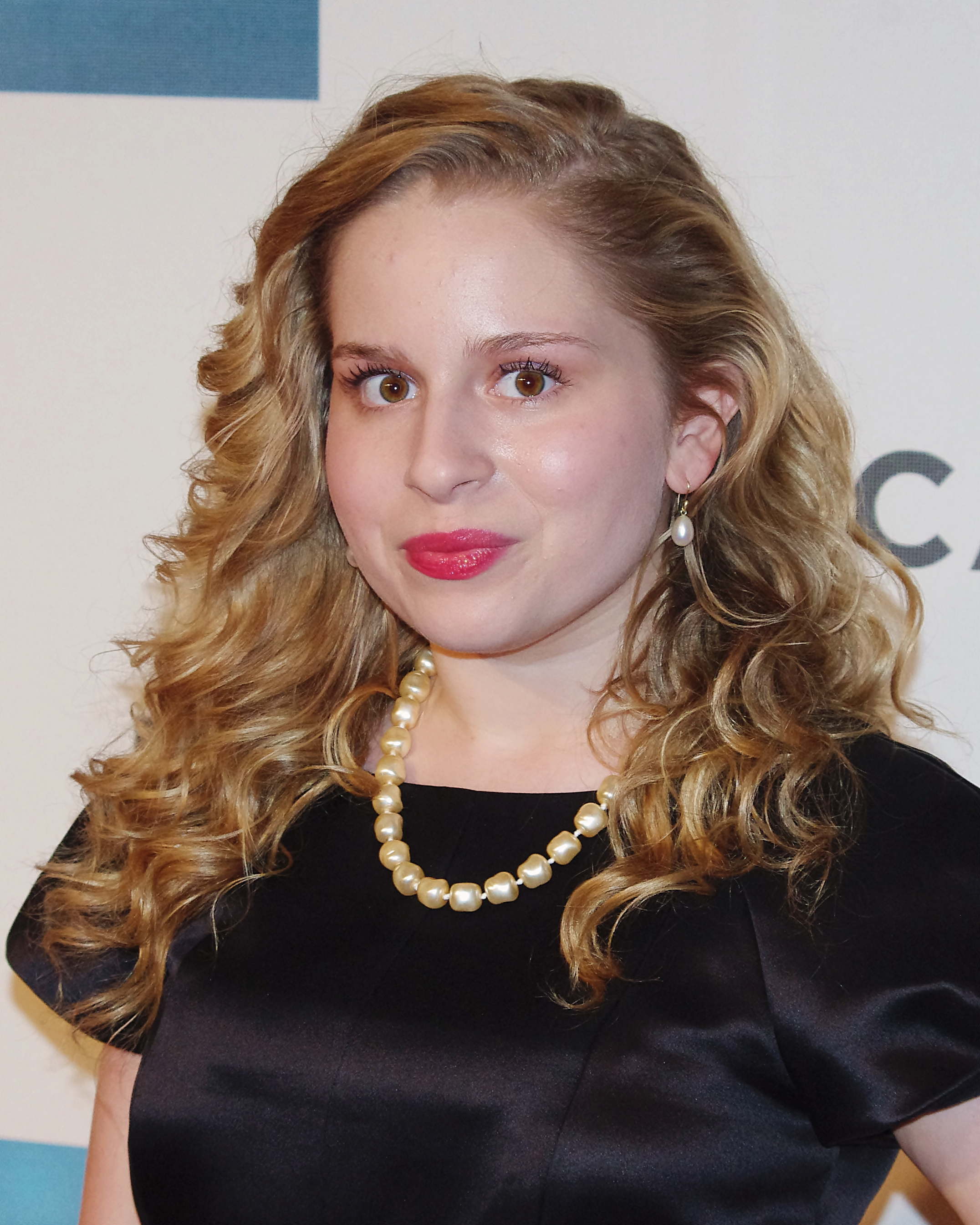
Allie Grant interpreta Lisa Marie Shay
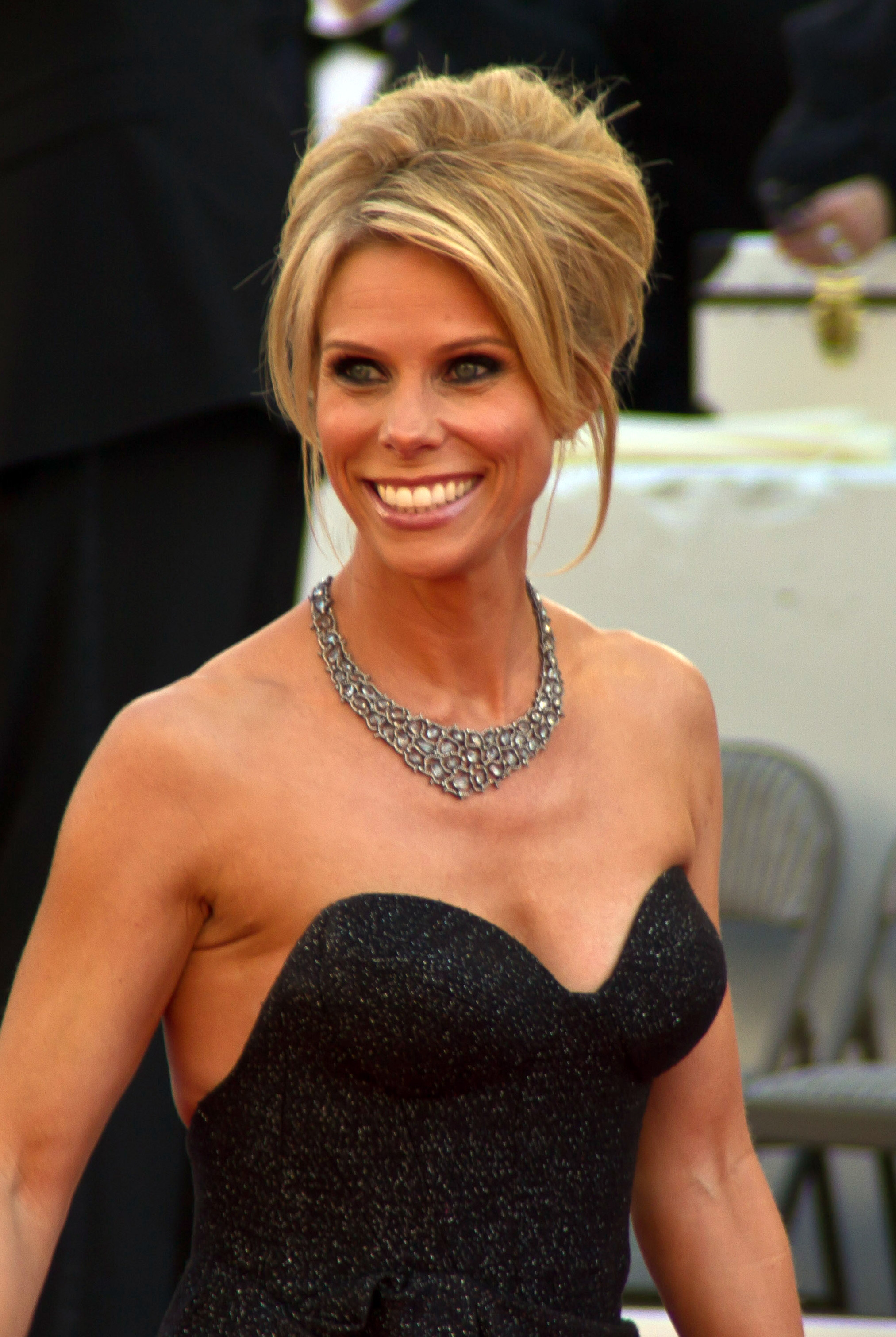
Cheryl Hines interpreta Dallas Royce
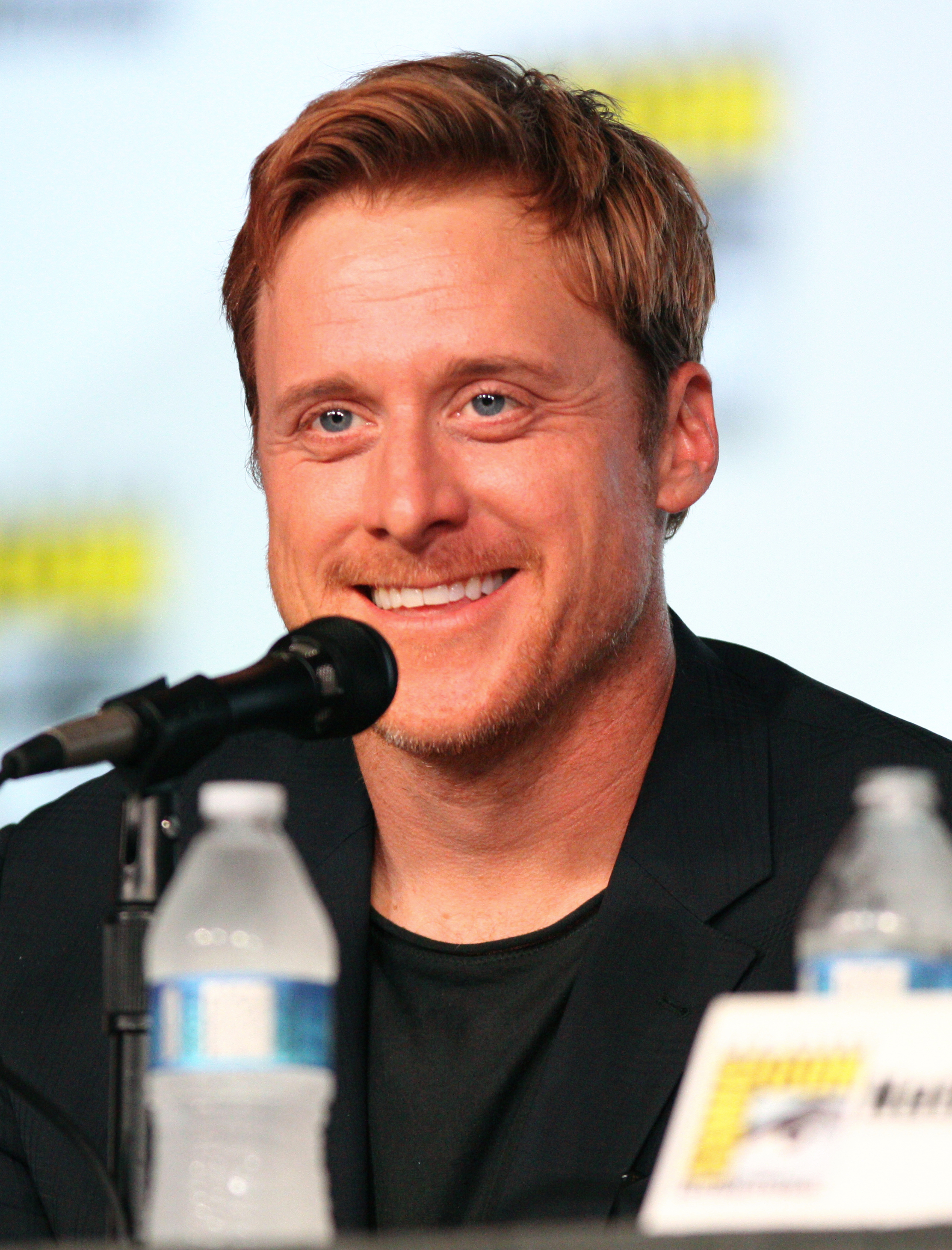
Alan Tudyk interpreta Noah Werner
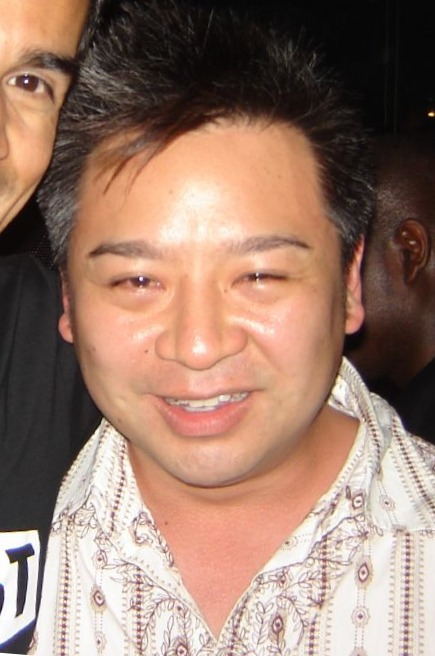
Rex Lee interpreta Mr. Wolfe
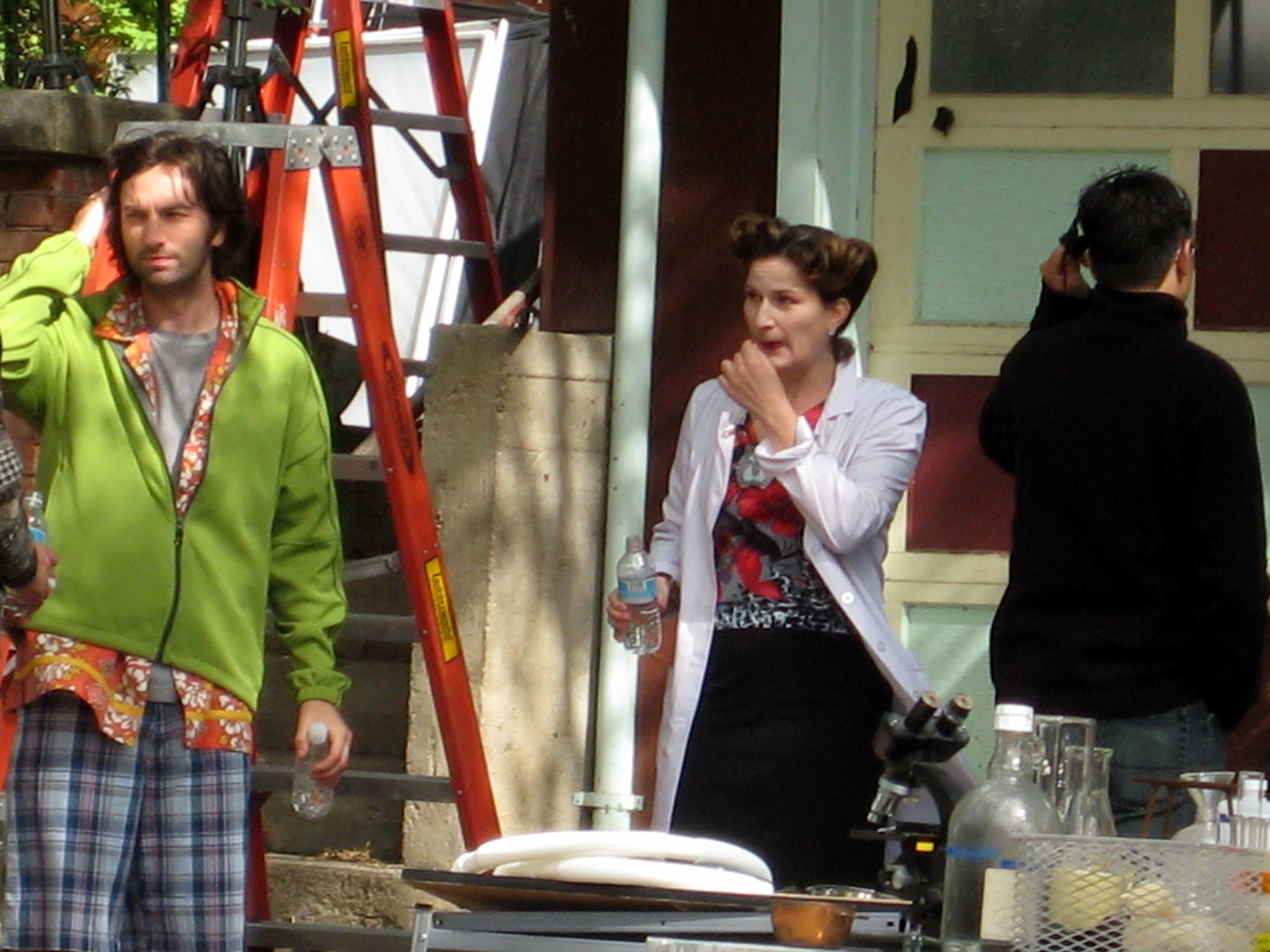
Ana Gasteyer (a destra) interpreta Sheila Shay
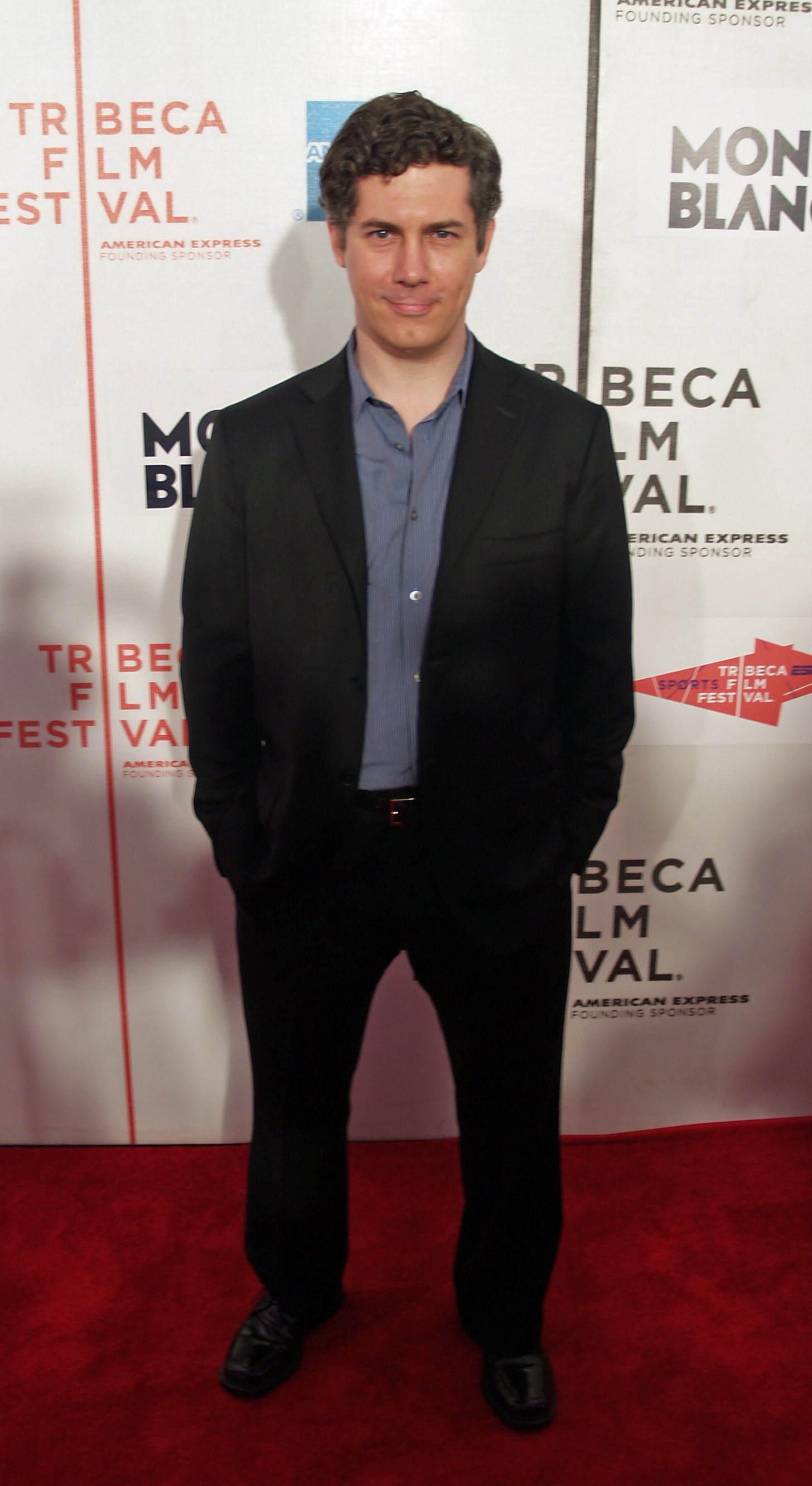
Chris Parnell interpreta Fred Shay